# Maria Nazionale
Maria Nazionale (Torre Annunziata, 1969. július 31. –) olasz (nápolyi) énekesnő, színésznő.

## Stúdióalbumok
- 1994: Ha da passà ’a nuttata
- 1995: Dolci Ricordi - (Emi Italiana)
- 1996: Napoli… ti amo
- 1997: Le classiche di Napoli
- 1997: Storie ’e femmene
- 1998: ò core’ ’e Napule
- 1999: Sentimenti (Album)
- 2004: Maria Nazionale le classifiche - (Vis Radio)
- 2004: Scema io te voglio bene
- 2008: Puortame a cammenà
- 2013: Libera
- 2021: Qui rido io